# McClary Glacier
McClary Glacier är en glaciär i Antarktis. Den ligger i Västantarktis. Argentina, Chile och Storbritannien gör anspråk på området. McClary Glacier ligger 733 meter över havet.
Terrängen runt McClary Glacier är lite bergig. Trakten är glest befolkad. Närmaste befolkade plats är San Martín Station, 10,0 kilometer sydväst om McClary Glacier. 